# Jeroen Krabbé
Jeroen Aart Krabbé, född 5 december 1944 i Amsterdam, är en nederländsk skådespelare och regissör. 
Internationellt är Krabbé bland annat känd som Bond-skurken General Georgi Koskov i filmen Iskallt uppdrag från 1987.

## Filmografi i urval
- 1986 – Jumpin' Jack Flash
- 1987 – Miami Vice
- 1987 – Iskallt uppdrag
- 1989 – Skandalen
- 1989 – The Punisher
- 1991 – Robin Hood
- 1991 – Tidvattnets furste
- 1993 – Indiana Jones äventyr
- 1993 – Jagad
- 1994 – Farinelli
- 1994 – Min odödliga kärlek
- 1997 – Odysséen (TV-serie)
- 1998 – En kvinnas öde
- 1998 – För evigt
- 1999 – En idealisk äkta man
- 2004 – Ocean's Twelve
- 2005 – Deuce Bigalow: European Gigolo
- 2008 – Morden i Midsomer
- 2008 – Transporter 3